# Eintrittsgeld

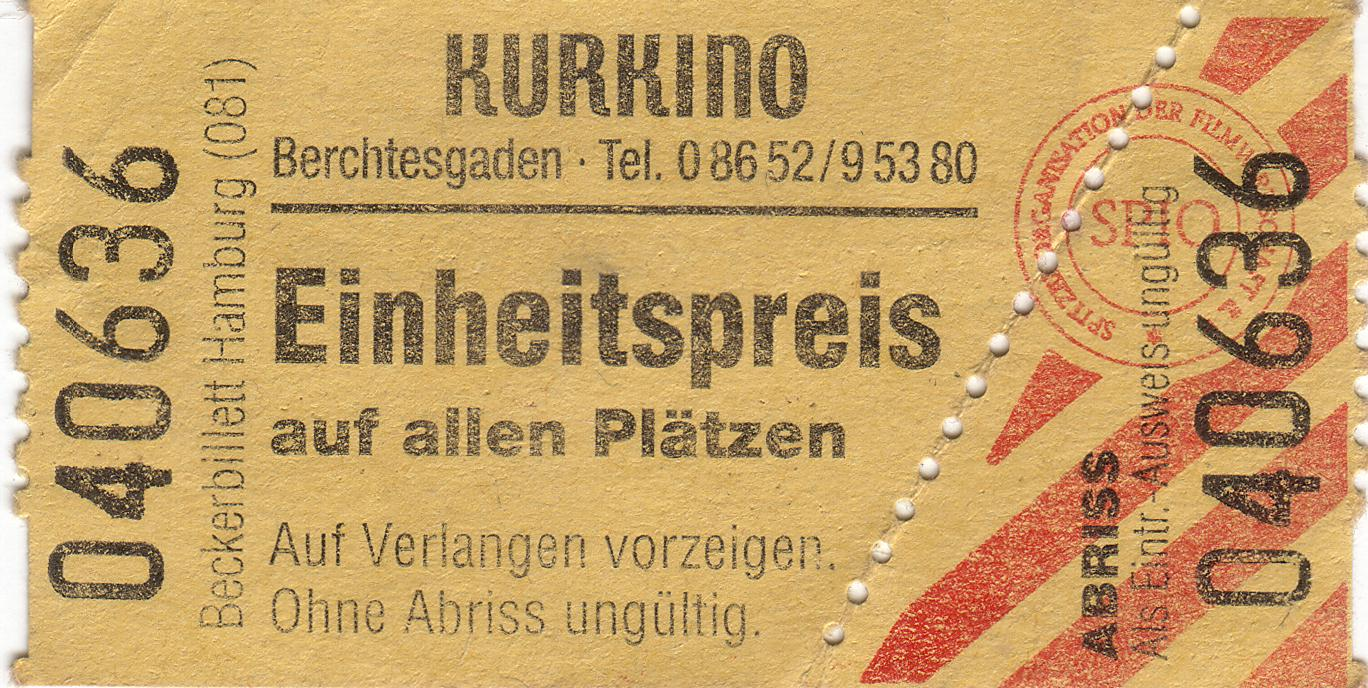
Eintrittskarte (nicht abgerissen) des Berchtesgadener Kurkinos

Eintrittsgeld (oder Eintrittsgebühr, Eintrittspreis, kurz: Eintritt) ist in der Wirtschaft das Entgelt für den Besuch von Veranstaltungen oder Aufführungen und die Nutzung von Dienstleistungen jeder Art, über dessen Entrichtung meist eine Eintrittskarte ausgestellt wird, die bei der Zutrittskontrolle vorzuzeigen ist.

## Allgemeines
Sind Veranstaltungen oder Dienstleistungen nicht kostenlos, wird ein Eintrittsgeld verlangt. Es handelt sich um geschlossene Veranstaltungen, bei denen die Eintrittskarte während der Zutrittskontrolle vorzuzeigen ist und zum Eintritt berechtigt. Die geschlossenen Veranstaltungen sind so organisiert, dass der Zugang zur Veranstaltung überwacht werden kann. 
Der Zahlungszeitpunkt kann entweder zeitlich lange vor Beginn der Veranstaltung liegen (Vorverkauf; die Regel bei Großveranstaltungen) oder ist spätestens an der Kasse oder Abendkasse zu entrichten. Der Besucher, Gast oder Kunde erhält zur Bestätigung seiner Zahlung eine Eintrittskarte (oder auch „Ticket“ genannt), die ihn zum Besuch der Veranstaltung berechtigt.

## Arten
Unterschieden werden kann zwischen direktem und indirektem Eintrittsgeld:
- Um direktes Eintrittsgeld handelt es sich, wenn die Bezahlung den Zugang zur Veranstaltung erst ermöglicht;
- indirektes (verstecktes) Eintrittsgeld liegt vor, wenn der – kostenlose – Zutritt vom kostenpflichtigen Erwerb eines Programmheftes abhängig gemacht wird oder während der Veranstaltung erhöhte Verzehr- oder Getränkepreise, Mindestverzehr oder Bestellzwang bestehen.

Indirektes Eintrittsgeld ist als Eintrittsgeld zu werten. Die Erhebung von Eintrittsgeldern dient dem Erwerbszweck des Veranstalters.

## Eintrittskarte

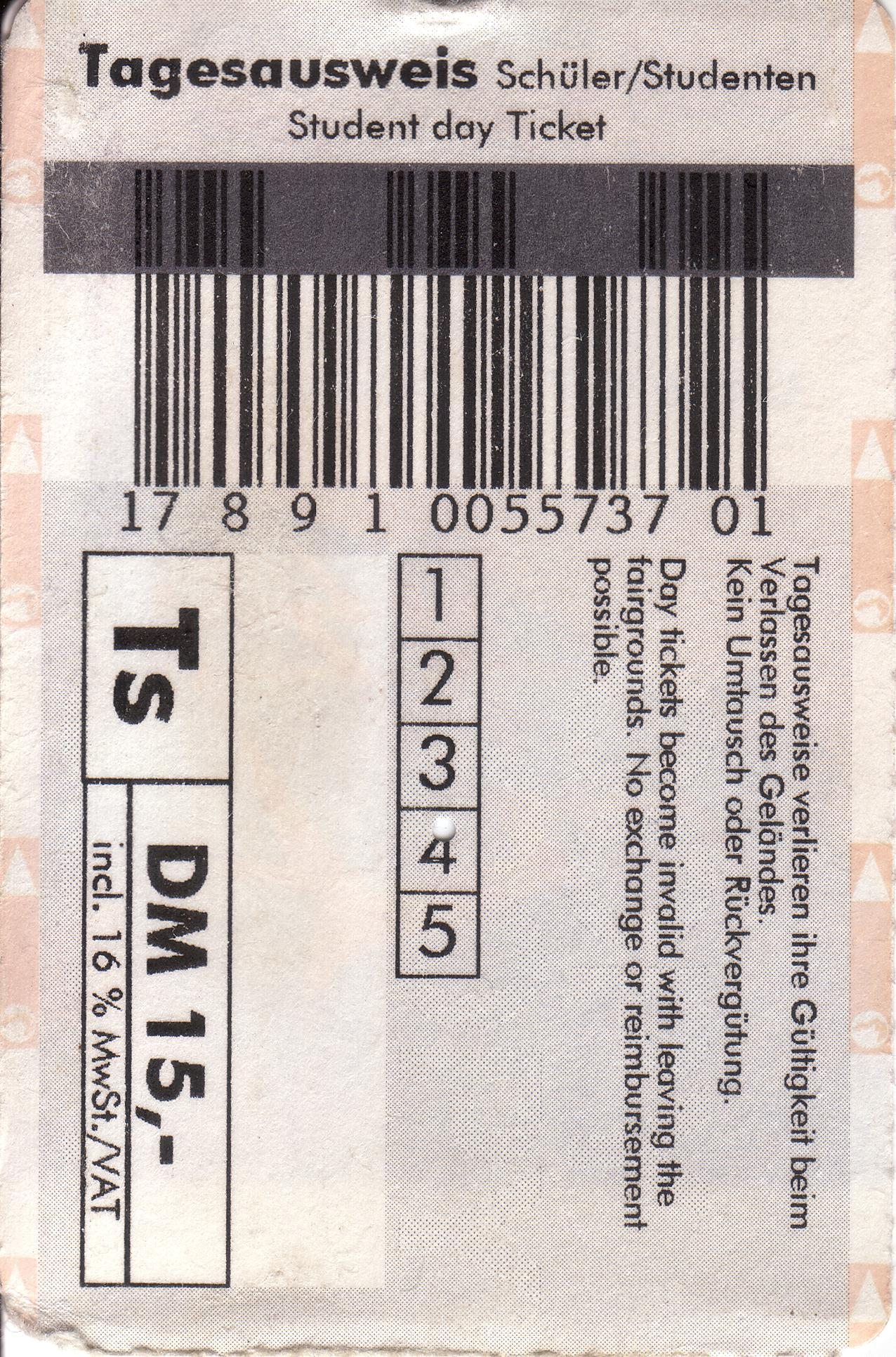
Eintrittskarte CeBIT Home 1998 mit Barcode

Über die Zahlung des Eintrittsgeldes wird im Regelfall eine Eintrittskarte ausgestellt. Die Eintrittskarte gewährt dem Besucher oder Gast einer Veranstaltung den Zutritt und wird im Regelfall beim Einlass entwertet. Sie enthält Kontrollmerkmale, die bei der Zutrittskontrolle geprüft werden. Der Einlass ist ein Organisationsmittel, um den Zugang der Besucher oder Gäste durch Personal (Türsteher) oder automatische Vereinzelungsanlagen zu kontrollieren.
Eintrittskarten sind Wertzeichen für öffentliche und private Veranstaltungen, die vom Veranstalter oder Betreiber gegen Zahlung der Eintrittsgebühr ausgestellt werden und den Inhaber berechtigen, an der Veranstaltung oder Aufführung teilzunehmen. Sie werden entweder personalisiert oder im Regelfall ohne Namensnennung des Inhabers ausgestellt. Die Eintrittskarten zur Fußball-Weltmeisterschaft 2006 in Deutschland waren an die Namen der Besteller gebunden. Dies sollte sowohl der Vermeidung so genannter Hooligans dienen als auch das Graumarktgeschäft verhindern.
Heutige Eintrittskarten besitzen weitere technische Merkmale, z. B. einen Magnetstreifen, einen integrierten Chip (RFID) oder einen maschinenlesbaren Barcode, um den technischen Lesevorgang zu beschleunigen. Sie werden über moderne e-ticketing Verfahren, auch mit Hilfe des Internets hergestellt, verkauft und verbreitet.

## Vorverkauf
Der Vorverkauf von Tickets ist eine bedeutende Aufgabe im Vorfeld einer Veranstaltung. Anhand des Ticketvorverkaufs können Bestellungen (z. B. Catering) vom Veranstalter genauer geplant werden, weil sich eine Tendenz über die Anzahl der zu erwartenden Besucher abzeichnet. Der Vorverkauf findet teilweise mehrere Monate vor Beginn der Veranstaltung statt. Im Vorverkauf wird meist eine Vorverkaufsgebühr erhoben, die üblicherweise zwischen 10 % und 15 % vom Grundpreis beträgt.

## Betroffene Veranstaltungen
Ob Eintrittsgebühren verlangt werden, hängt davon ab, ob sie einen kostenlosen oder kostenpflichtigen Eintritt ermöglichen:
| Kostenloser Eintritt | Kostenpflichtiger Eintritt |
| --- | --- |
| Bierzelte, Einkaufszentren, Festzüge, Gaststätten, Jugendzentren, Kirchen (außer bei Konzerten), Kirmes, öffentlicher Raum, Parkanlagen, Stadtfeste, Vernissagen, Volksfeste, Wälder | Aussichtstürme, Diskotheken, Kinos, Konzerte, Museen (in einigen Ländern sonntags frei), Musicals, Oper, Schauhöhlen, Schlösser, Sportveranstaltungen, Theater, Turmrestaurants |

Freizeitparks können Eintrittsgelder verlangen oder auch nicht. Werden Eintrittsgelder erhoben, so kann ohne diese die eigentliche Leistung – Nutzung der Fahrgeschäfte, Shows oder Ausstellungen – nicht in Anspruch genommen werden.

## Wirtschaftliche Aspekte
Beim Eintrittsgeld tritt der Gast durch die Zahlung in Vorleistung, so dass er – bei nicht sofort stattfindenden Veranstaltungen insbesondere im Vorverkauf – ein Vorleistungsrisiko eingeht. Es stellt auf der Seite des vorleistenden Gastes einen Kredit dar. Dieses ungesicherte Vorleistungsrisiko kann schlimmstenfalls im vollständigen Ausbleiben der Vertragserfüllung bestehen, wenn Veranstalter oder Betreiber vor der Veranstaltung insolvent werden und ein Event nicht mehr stattfinden kann (Insolvenzrisiko). 
Die Genehmigungs- und Vergütungspflicht einer Musikaufführung ist nicht davon abhängig, ob ein Eintrittsgeld erhoben wird. Zulässig ist gemäß § 52 UrhG die öffentliche Wiedergabe eines Werkes, wenn die Wiedergabe keinem Erwerbszweck des Veranstalters dient, die Teilnehmer ohne Eintrittsgeld zugelassen werden und im Falle des Vortrags oder der Aufführung des Werkes keiner der ausübenden Künstler (§ 73 UrhG) eine besondere Vergütung erhält. Für die Wiedergabe ist eine angemessene Vergütung zu zahlen. Die Vergütungspflicht entfällt für Veranstaltungen der Jugendhilfe, der Sozialhilfe, der Alten- und Wohlfahrtspflege sowie der Gefangenenbetreuung, sofern sie nach ihrer sozialen oder erzieherischen Zweckbestimmung nur einem bestimmt abgegrenzten Kreis von Personen zugänglich sind. Dies gilt nicht, wenn die Veranstaltung dem Erwerbszweck eines Dritten dient; in diesem Fall hat der Dritte die Vergütung zu zahlen. Öffentliche bühnenmäßige Darstellungen, öffentliche Zugänglichmachungen und Funksendungen eines Werkes sowie öffentliche Vorführungen eines Filmwerks sind gemäß § 52 Abs. 3 UrhG stets nur mit Einwilligung des Berechtigten zulässig. Der GEMA sind solche Musikveranstaltungen vorher anzumelden und die dafür im Tarif vorgesehenen Vergütungen zu zahlen. Die Tarife richten sich unter anderem auch nach der Höhe des Eintrittsgeldes.

## Handel
Im Handel wird als Eintrittsgeld ein einmaliges Entgelt bezeichnet, das Handelsunternehmen von Lieferanten für die Aufnahme der Geschäftsbeziehung oder von Waren in den Ordersatz verlangen.

## DDR
Im Volksmund wurde der durch Westdeutsche zu errichtende Zwangsumtausch beim Besuch in der DDR als Eintrittsgeld bezeichnet, da für die einzutauschenden Mark der DDR in der Mangelwirtschaft der DDR keine geeigneten Möglichkeiten zur Verwendung bestanden und der Zwangsumtausch damit aus Sicht der Reisenden den Charakter eines Eintrittsgeldes hatte.